# Кантига о друге
Канти́га о дру́ге, пе́сня о дру́ге или пе́сня о ми́лом (гал.-порт. cantiga d'amigo соответствует современным галис. cantiga de amigo, исп. cantiga de amigo и порт. cantiga de amigo) — второй из трёх основных жанров куртуазной поэзии на галисийско-португальском языке, относящийся к трубадурской школе Пиренейского полуострова. В поэзии провансальских трубадуров не встречаются аналоги этого жанра, исключая единственную песню Раймбаута де Вакейраса [Oi] altas undas que venez suz la mar (BdT 392.5a) в переводе А. Г. Наймана — песня-романс о возлюбленном, уплывшем за море «Волны высокие, волны кругом».
Кантига о друге представляет собой второй по значимости лирический жанр первого литературного течения Пиренейского полуострова с использованием нового романского — в данном случае галисийско-португальского языка, выполнявшего роль литературного койне с конца XII до середины XV века.
Всего до наших дней дошло 500 кантиг о друге, представленных в двух из трёх основных антологий — в «Песеннике Национальной библиотеки» (или «Колоччи-Бранкути» Cancioneiro Colocci-Brancuti) и «Песеннике Ватикана» (Cancioneiro de Vaticana).
Относится к текстомузыкальным формам, но музыкальная нотация к песням о друге сохранилась только в одном источнике — в «Пергаменте Винделя», где представлены шесть кантиг о друге галисийского жонглёра XIII века Мартина Кодаса.

## Термин
Понятие «кантига о друге» обозначает песню (музыкально-поэтическое произведение), сочинённую мужчиной (трубадуром, сегрелом или жонглёром) от лица женщины (порт. canção em voz feminina, порт. canto em voz feminina), иными словами — представляет женскую любовную песню. В отечественном литературоведении использовались также термины
«песня о милом», «песня о друге» и «песня о милом друге».
Если до 1913 года перевод понятия гал.-порт. cantiga как «песня» скептически воспринимался музыковедами, то после произведшего сенсацию обнаружения «Пергамента Винделя» потребовалось пересмотреть отношение к текстам кантиг. Благодаря появлению рукописи с текстами и музыкальной нотацией шести сочинений Мартина Кодаса (или Кодакса) до того времени малоизвестный галисийский жонглёр обрёл мировую славу. Восприятие кантиг средневековых песенников как поэтических текстов для песен с утраченной нотацией ещё более утвердилось после обнаружения «Пергамента Шаррера» в 1990 году с кантигами о любви португальского короля-трубадура Диниша I.